# 菊地昌典
菊地 昌典（きくち まさのり、1930年2月17日 - 1997年5月22日）は、日本のソ連研究者。東京大学名誉教授。

## 来歴
東京出身。東京都立第九中学校、宇都宮高等農林学校を経て1952年東京大学農学部獣医畜産学科卒業。1955年、同大学院農学研究科農業経済学専攻修士課程修了。国立国会図書館勤務を経て、1966年、農学博士、東大教養学部助教授（国際関係論）、1980年、同教授。1990年定年退官、東大名誉教授、千葉敬愛短期大学教授。1992年同短大学長、1997年、敬愛大学教授。在任中死去。

## 人物
- 一貫した社会主義者で、当初はスターリニストだったが、のちトロツキストになる。また民衆史観に基づく歴史小説論も展開した。ソ連研究者でありながら毛沢東や文化大革命を無条件に礼賛したことでも知られ、それが元で、後に多くの批判に曝された[要出典]。
- 1987年、東京大学教養学部社会科学科で東京外国語大学助手の中沢新一を採用する案が西部邁らから出た時、折原浩と共に、強硬に反対した[要出典]。

## 著書
- 『ロシア農奴解放の研究』（御茶の水書房, 1964年）
- 『歴史としてのスターリン時代』（盛田書店, 1966年、増補版1973年）
- 『ロシア革命』（中央公論社〈中公新書〉, 1967年）
- 『人間変革の論理と実験』（筑摩書房, 1971年）
- 『1930年代論――歴史と民衆』（田畑書店, 1973年）
- 『ロシア革命と日本人』（筑摩書房, 1973年）
- 『社会主義と人間』（潮出版社, 1973年）
- 『革命と民衆――国家論への試み』（潮出版社, 1974年）
- 『体験的社会主義論』（毎日新聞社, 1976年）
- 『試練にたつ社会主義』（人文書院, 1976年、第2版1977年）
- 『現代ソ連論――史的考察と理論分析』（筑摩書房, 1977年）
- 『現代社会主義の論理』（三一書房, 1978年）
- 『歴史小説とは何か』（筑摩書房, 1979年）
- 『絶望の選択中ソの和解――大破局必至の世界情勢の読み方』（徳間書店, 1982年）
- 『人類の知的遺産（67）トロツキー』（講談社, 1982年）
- 『歴史と想像力』（筑摩書房, 1988年）

### 共著
- （宍戸寛・矢吹晋・袴田茂樹）『中ソ対立――その基盤・歴史・理論』（有斐閣選書, 1976年）

### 編著
- 『社会主義 講座マルクス主義（10）』（日本評論社, 1969年）
- 『ロシア革命』、『ロシア革命以後』（「現代革命の思想 1・2」筑摩書房, 1971年）
- 『ソビエト史研究入門』（東京大学出版会, 1976年）
- 『ロシア革命論――歴史の復権』（田畑書店, 1977年）
- 『社会主義はどこへいくか』（亜紀書房, 1985年）
- 『社会主義と現代世界』（山川出版社（全3巻）, 1989年）

### 共編著
- （石堂清倫）『革命思想の名著――12選』（学陽書房, 1972年）
- （石堂清倫・江川卓）『ソヴエト反体制――地下秘密出版のコピー（1）』（三一書房, 1976年）
- （山本満）『北京・新疆紀行――革命と民衆を訪ねて』（筑摩書房, 1978年）

### 訳書
- レオニード・ウラヂーミロフ『素顔のロシア人』（タイムライフインターナショナル, 1969年）
- アイザック・ドイッチャー『大粛清・スターリン神話』（TBSブリタニカ, 1985年）

## 参考
- コトバンク